# Celia Cruz
Úrsula Hilaria Celia de la Caridad de la Santísima Trinidad Cruz Alfonso (ur. 21 października 1925 w Hawanie, zm. 16 lipca 2003 w Fort Lee) – kubańska piosenkarka; jedna z najpopularniejszych i najlepiej zarabiających wokalistek latynoamerykańskich. 
Większą część życia spędziła w Stanach Zjednoczonych, gdzie tworzyła, przez co zdobyła sławę i uznanie na całym świecie. Została odznaczona Narodowym Medalem Sztuk. Za życia sprzedała ponad 30 milionów płyt. Największy sukces odniosły albumy Siempre Vivré (2000), oraz Regalo del Alma (2003), które rozeszły się w 4 milionach egzemplarzy. Pośmiertnie została uhonorowana tytułem Barbie Shero. W 2024 roku System Rezerwy Federalnej wyemitował upamiętniającą ją ćwierćdolarową monetę okolicznościową.

## Dyskografia
- 2003 Homenaje a Beny Moré
- 2003 Celia & Johnny
- 2003 Dios Disfrute a la Reina
- 2003 Son Boleros, Boleros Son
- 2003 Reina de la Música Cubana
- 2003 Regalo del Alma
- 2003 Más Grande Historia Jamás Cantada
- 2003 Estrellas de la Sonora Matancera
- 2003 Celia in the House: Classic Hits Remixed
- 2003 Carnaval de la Vida
- 2003 Candela Pura
- 2002 Unrepeatable
- 2002 Hits Mix
- 2001 La Negra Tiene Tumbao
- 2000 Siempre Viviré
- 2000 Salsa
- 2000 Habanera
- 2000 Celia Cruz and Friends: A Night of Salsa
- 1999 En Vivo Radio Progreso, Vol. 3
- 1999 En Vivo Radio Progreso, Vol. 2
- 1999 En Vivo Radio Progreso, Vol. 1
- 1999 En Vivo C.M.Q., Vol. 5
- 1999 En Vivo C.M.Q., Vol. 4
- 1998 Mi Vida Es Cantar
- 1998 Afro-Cubana
- 1997 También Boleros
- 1997 Duets
- 1997 Cambiando Ritmos
- 1996 Celia Cruz Delta
- 1995 Irresistible
- 1995 Festejando Navidad
- 1995 Double Dynamite
- 1995 Cuba's Queen of Rhythm
- 1994 Merengue Saludos Amigos
- 1994 Mambo del Amor
- 1994 Irrepetible
- 1994 Homenaje a Los Santos
- 1994 Guaracheras de La Guaracha
- 1993 Introducing
- 1993 Homenaje a Beny Moré, Vol. 3
- 1993 Boleros Polydor
- 1993 Azucar Negra
- 1992 Verdadera Historia
- 1992 Tributo a Ismael Rivera
- 1991 Reina del Ritmo Cubano
- 1991 Canta Celia Cruz
- 1990 Guarachera del Mundo
- 1988 Ritmo en el Corazón
- 1987 Winners
- 1986 De Nuevo
- 1986 Candela
- 1983 Tremendo Trío
- 1982 Feliz Encuentro
- 1981 Celia & Willie
- 1980 Celia/Johnny/Pete
- 1977 Only They Could Have Made This Album
- 1976 Recordando El Ayer
- 1975 Tremendo Caché
- 1974 Celia & Johnny
- 1971 Celia Y Tito Puente en España
- 1970 Etc. Etc. Etc.
- 1969 Quimbo Quimbumbia
- 1968 Serenata Guajira
- 1968 Excitante
- 1967 A Ti México
- 1967 Bravo Celia Cruz
- 1966 Son con Guaguancó
- 1966 Cuba Y Puerto Rico Son
- 1965 Sabor y Ritmo de Pueblos
- 1965 Canciones Premiadas
- 1959 Mi Diario Musical
- 1958 Incomparable Celia

## Nagrody Grammy
| nagrody Grammy                    |                                 |                                                            |
| 1990                              | Best Tropical Latin Performance | Ritmo En El Corazon (Rhythm in the Heart)                  |
| 2003                              | Best Salsa Album                | La Negra Tiene Tumbao (The Black Lady Has Rhythm/Attitude) |
| 2003                              | Best Salsa/Merengue Album       | Regalo Del Alma (Gift From The Soul)                       |
| latynoamerykańskie nagrody Grammy |                                 |                                                            |
| 2000                              | Best Salsa Performance          | Celia Cruz and Friends: A Night Of Salsa                   |
| 2001                              | Best Tropical Traditional Album | Siempre Viviré (I Will Survive)                            |
| 2002                              | Best Salsa Album                | La Negra Tiene Tumbao                                      |
| 2004                              | Best Salsa Album                | Regalo Del Alma                                            |